# Медаль ордена «Батьківська слава»
Медаль ордена «Батьківська слава» — державна нагорода Російської Федерації. Медаллю нагороджуються батьки (усиновителі), що виховують або виховували чотирьох і більше дітей — громадян Російської Федерації відповідно до вимог сімейного законодавства.

## Історія нагороди
Медаль ордена «Батьківська слава» заснована Указом Президента Російської Федерації від 7 вересня 2010 року № 1099 «Про заходи щодо вдосконалення державної нагородної системи Російської Федерації». Тим самим указом затверджені Положення про медаль та її опис.
До зміни нагородної системи Російської Федерації Указом № 1099 батьки, що виховують або виховували чотирьох і більше дітей — громадян Російської Федерації, нагороджувалися орденом «Батьківська слава»; згідно з новим Статутом ордена, ним нагороджуються батьки, що виховують або виховували сімох і більше дітей.
Указом Президента Російської Федерації від 16 грудня 2011 року № 1631 «Про внесення змін до деяких актів Президента Російської Федерації» до статуту та опису медалі були внесені зміни, якими додатково запроваджується мініатюрна копія медалі.

## Положення про медаль

### Підстави для нагородження
1. Медаллю ордена «Батьківська слава» нагороджуються батьки (усиновителі), що виховують або виховували чотирьох і більше дітей — громадян Російської Федерації відповідно до вимог сімейного законодавства.
2. Нагородження медаллю «Батьківська слава» здійснюється за умови, що представлені до нагороди батьки (усиновителі) утворюють соціально відповідальну родину, ведуть здоровий спосіб життя, забезпечують належний рівень турботи про здоров'я, освіту, фізичний, духовний та моральний розвиток дітей, повний і гармонійний розвиток їх особистості, подають приклад у зміцненні інституту сім'ї і вихованні дітей.
3. Нагородження осіб, зазначених у пункті 1 цього Положення, медаллю ордена «Батьківська слава» здійснюється при досягненні четвертою дитиною віку трьох років і за наявності в живих решти дітей, за винятком випадків, передбачених цим Положенням.
4. При нагородженні медаллю ордена «Батьківська слава» враховуються діти, що загиблі або зниклі безвісти при захисті Батьківщини або державних інтересів Російської Федерації, під час виконання військового, службового чи громадянського обов'язку, померлі внаслідок поранення, контузії, каліцтва або захворювання, отриманих при вказаних обставинах, або внаслідок трудового каліцтва чи професійного захворювання.
5. Нагородження медаллю ордена «Батьківська слава» усиновителів здійснюється за умови гідного виховання та утримання усиновлених дітей протягом не менше п'яти років.

### Порядок носіння
- Медаль ордена «Батьківська слава» носиться на лівій стороні грудей і за наявності інших медалей Російської Федерації розташовується після медалі «За заслуги в освоєнні космосу».
- Для особливих випадків і можливого повсякденного носіння передбачене носіння мініатюрної копії медалі ордена «Батьківська слава», яка розташовується після мініатюрної копії медалі «За заслуги в освоєнні космосу».
- При носінні на форменому одязі стрічки медалі ордена «Батьківська слава» на планці вона розташовується після стрічки медалі «За заслуги в освоєнні космосу».

## Опис медалі

### Медаль
- Медаль ордена «Батьківська слава» з срібла з позолотою. Вона має форму кола діаметром 32 мм з опуклим бортиком з обох сторін.
- На лицьовій стороні медалі — зображення знака ордена «Батьківська слава».
- На зворотному боці медалі — напис: «ЗА ВОСПИТАНИЕ ДЕТЕЙ», під ним — номер медалі.
- Всі зображення на медалі рельєфні.
- Медаль за допомогою вушка і кільця з'єднується з шовковою, муаровою стрічкою білого кольору з двома світло-синіми смужками. Ширина стрічки — 24 мм, ширина світло-синьої смужки — 2 мм.
- На чоловічому костюмі носиться медаль на п'ятикутній колодці, обтягнутій стрічкою.
- На жіночому костюмі носиться медаль на кільці, через яке пропущена стрічка, укладена бантом.

### Планка та мініатюрна копія медалі
- При носінні на форменому одязі стрічки медалі ордена «Батьківська слава» використовується планка висотою 8 мм, ширина стрічки — 24 мм.
- Мініатюрна копія медалі ордена «Батьківська слава» носиться на колодці. Діаметр мініатюрної копії медалі — 16 мм.